# Zhu Senlin
Zhu Senlin, chino 朱森林, pinyin: Zhū Sēnlín, j:Jyu1 Sam1 Lam4, (Shanghái, 1930 es un político chino. 

## Biografía
Miembro de la etnia Han, nació en octubre de 1930 en Shanghái, fue el sexto Gobernador de Guangdong en la historia de la República Popular China, asumió el cargo provisionalemente en 1991 y oficialmente en 1993. También fue alcalde de Guangzhou. 